# Cultura sredny stog
Sredny stog es una cultura euroasiática que existió entre el 4500 y el 3500 a. C.

## Nombre
Su nombre proviene de la aldea ucraniana de Seredny Stih (ubicada en un islote al noreste de la actual isla Jortytsia —de 25 × 3 km—, en medio del río Dnieper), que fue excavada completamente durante la construcción de la estación hidroeléctrica en 1927. Allí se encontraron restos de esta cultura por primera vez. Para los habitantes de este pueblo la denominación convencional (en ruso) es sredny stog.

## Ubicación
Esta cultura estaba situada justo al norte del mar de Azov, entre el río Dniéper y el río Don.
Uno de los mejores sitios conocidos asociados a esta cultura es el sitio arqueológico Dereivka, ubicado sobre la margen derecha del río Omelnik (afluente del Dniéper), a unos 200 km al noroeste de Seredny Stih.
Se trata del sitio más grande y rico conocido de esta cultura sredny stog, con cerca de 2000 metros cuadrados de superficie.
La cultura sredny stog parece haber tenido contacto con la cultura agrícola cucuteni tripiliana, en el oeste, y fue contemporánea de la Jvalynsk.
Según el investigador Yuri Rassamakin, sredny stog debería considerarse como un área con al menos cuatro grupos culturales distintos.
Sredny stog fue sucedida por la cultura yamna.
Las inhumaciones se realizaban en un simple pozo a nivel del suelo, y todavía no se cubrían con un túmulo, como lo hará la cultura kurgana (siendo kurgán: ‘montículo funerario’).
El fallecido se colocaba acostado sobre su espalda con las piernas flexionadas.
Utilizaban ocre para pintar.
El investigador Dmytro Telegin, experto en esta cultura, la ha dividido en dos fases distintas.
En la fase 2 (ca. 4000-3500 a. C.) se comenzó a usar alfarería encordelada (quizá inventada por ellos mismos), y hachas de piedra de batalla, con un estilo que más tarde se asociará con las culturas indoeuropeas que se expandieron hacia Europa.
Lo más notable de esta fase es que posee quizá la prueba más temprana de domesticación de caballos, con hallazgos arqueológicos que sugieren psalia (piezas metálicas que cubren la mejilla del caballo).

## Indoeuropeos
En el contexto de la «hipótesis kurgán modificada» (de la arqueóloga lituana Marija Gimbutas [1921-1994]), esta cultura prekurgán podría representar el urheimat (‘hogar de origen’) del idioma protoindoeuropeo.
Según el paradigma de la continuidad paleolítica, estas dos culturas prekurganas de Yamna (de sepultura en pozos) y Sredny Stog podrían estar relacionadas con los pueblos túrquicos.

## Tipología de los pobladores
En Igren (en las cercanías de la ciudad de Dnipropetrovsk, en Ucrania) se encontraron veinte entierros estilo sredny stog, en que se descubrió que el promedio de longevidad de los adultos era bastante alto:
- mujeres: 43,6 años (solo un individuo pasó los 55 años de edad)
- hombres: 35,8 años

De aquí se dedujo que, como dato curioso, las mujeres sobrevivían ampliamente a los varones en un promedio de 7,8 años. 
En términos del análisis craneológicos, las mujeres sredny stog tienden a exhibir un tipo homogéneo proto-europoideo, que es muy similar a los primeros habitantes de la región.
La serie de cráneos masculinos, en cambio, tienden a variar más (menos homogeneidad) e indican a la vez características proto-europoideas más robustas. Se parecen a los rostros más gráciles del sur de Europa (o del Mediterráneo). El análisis de seis cráneos novodanilovka de tres sitios diferentes sugiere nuevamente la presencia de tipología proto-europoidea y del Mediterráneo. La evidencia del cráneo en su conjunto sugiere una mezcla de proto-europoideos locales (vistos especialmente en el este) con más tipos más gráciles de Europa del Este en el oeste, algo que podría explicarse por el flujo de las poblaciones neolíticas desde los Balcanes (Tripolie) hacia el oeste de Ucrania.